# Anthony Jeanjean
Anthony Jeanjean (n. 13 mai 1998, Béziers, communauté d'agglomération Béziers Méditerranée⁠(d), Franța) este un ciclist francez, medaliat olimpic. A participat la 2 ediții ale Jocurilor Olimpice (2020, 2024) în care a câștigat o medalie de bronz.